# Levi (Estland)
Levi (Duits: Lewi) is een plaats in de Estlandse gemeente Tori, provincie Pärnumaa. De plaats heeft de status van dorp (Estisch: küla).
Het dorp ligt ten noordoosten van de vlek Tori aan de rivier Pärnu. Aan de overkant van de rivier ligt Muraka.

## Bevolking
Het dorp had 41 inwoners op 31 december 2011 en 38 inwoners op 31 december 2021.

## Geschiedenis
Bij de rivier zijn de resten van een middeleeuwse begraafplaats gevonden, die vermoedelijk in gebruik was tussen de 15e en de 18e eeuw.
Levi was rond 1500 een klein landgoed onder de naam Leywa. In 1515 viel het landgoed onder de naam Leyue onder de commandeur van Pernau (Pärnu), een functionaris die ondergeschikt was aan de landmeester van Lijfland. Later, vermoedelijk na de opheffing van de Lijflandse Orde in 1561, viel Levi onder het landgoed van Tori. In 1624 heette het dorp Leiwe en in 1797 Läwi.